# صفرونيوس الرابع

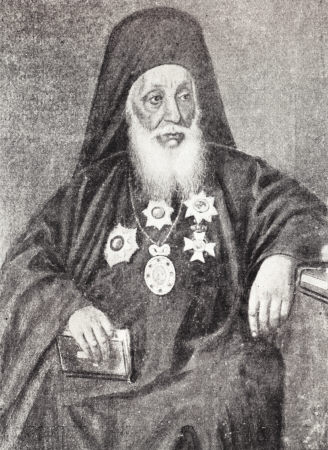

خدم صفرونيوس الثالث (باليونانية: Πατριάρχης Σωφρόνιος Γ΄) (1798 - 3 سبتمبر 1899) كبطريرك القسطنطينية المسكوني من 1863 إلى 1866. انتخب بطريرك الإسكندرية للروم الأرثوذكس في 30 مايو 1870. خدم هناك كصفرونيوس الرابع حتى وفاته في 3 سبتمبر 1899. أسس كنيسة تجلي المخلص عام 1888 في مدينة بورسعيد . بطريركية الإسكندرية طردت نكتاريوس الأجانيطي ، الذي خدم كأسقف في الإسكندرية ثم أعترف لاحقا بقداسته، وقد أعترف البابا بطرس السابع وبطريركية الإسكندرية للروم الأرثوذكس بقداسته .